# Giuseppe Ogna
Giuseppe Ogna (n. 5 noiembrie 1933, Sant'Eufemia della Fonte⁠(d), Brescia, Lombardia, Regatul Italiei – d. 7 mai 2010, Brescia, Italia) a fost un ciclist de performanță ce a reprezentat Italia, medaliat olimpic. A participat la o ediție a Jocurilor Olimpice (1956) în care a câștigat o medalie de bronz.

## Participări
Lista de mai jos prezintă principalele competiții la care a participat Giuseppe Ogna de-a lungul carierei.
- cycling at the 1956 Summer Olympics – men's tandem[*]